# Раскуїха
Раскуї́ха (рос. Раскуиха) — присілок у складі Полевського міського округу Свердловської області.
Населення — 19 осіб (2010, 8 у 2002).
Національний склад станом на 2002 рік: росіяни — 75 %.